# Liesbeth van der Jagt
Liesbeth van der Jagt (Gouda, 2 mei 1943), is een Nederlands kinderboekenschrijver. Haar boeken zijn onder meer geïllustreerd door Camila Fialkowski, Pauline Oud, Annet Schaap, Nita Veeren, Jeska Verstegen en Helen van Vliet.
Van der Jagt heeft een vrij omvangrijk oeuvre aan kinderboeken op haar naam staan. Aan officieel geregistreerde uitgaven bij de Koninklijke Bibliotheek heeft zij in haar loopbaan tot en met 2008 95 kinderboeken gepubliceerd.